# Мизанин, Майк
Майкл Грегори Миза́нин (англ. Michael Gregory Mizanin, род. 8 октября 1980, Парма, Огайо) — американский рестлер, актёр, участник реалити-шоу. Более известен под псевдонимом Миз (англ. The Miz).
Мизанин впервые приобрел известность как участник реалити-шоу, появившись в программе The Real World: Back to New York в 2001 году и его спин-оффе Real World/Road Rules Challenge с 2002 по 2005 год. После того, как Мизанин занял второе место в четвертом сезоне шоу WWE Tough Enough и впоследствии начал свою карьеру рестлера, он появился в Diva Search, Total Divas, Tough Enough и был ведущим нескольких сезонов шоу The Challenge. Он также снимается в реалити-сериале Miz & Mrs. вместе со своей женой Марис Уэлле, а также снимался в фильмах WWE Studios.
Мизанин подписал контракт с WWE в 2004 году и дебютировал в основном составе в 2006 году. Двукратный чемпион WWE, восьмикратный интерконтинентальный чемпион WWE. Двадцать пятый чемпион Тройной Короны, четырнадцатый чемпион Большого шлема WWE и единственный человек, удостоившийся этого титула дважды.

## Ранняя жизнь
Мизанин окончил Normandy High School в Парма, Огайо, где был капитаном баскетбольной команды. Также занимался плаваньем, участвовал в работе студенческого руководства и был редактором школьного ежегодника. После окончания школы поступил в Университет Майами, где изучал предпринимательское дело в Richard T. Farmer School of Business и был членом студенческого объединения Theta Chi Fraternity. Позже Мизанин переехал в южную Калифорнию для изучения актёрского мастерства.

## Карьера в рестлинге

### World Wrestling Entertainment

#### Дебют и SmackDown (2006—2007)
После подписания контракта с WWE, Мизанин был ведущим шоу SmackDown и шоу Поиск Див WWE в 2006 году. Первого сентября 2006 года Мизанин впервые дебютировал на ринге WWE, где его соперником стал Татанка, которого он победил, после чего Миз одержал серию побед над незначительными рестлерами, но на своем первом главном событии в SmackDown! он проиграл Гробовщику. Тогда его ещё никто не воспринимал всерьез, он был молод и все думали, что он просто хвастун, который ничего не добьется.

#### Командный чемпион WWE; чемпион Соединённых Штатов WWE (2007—2010)

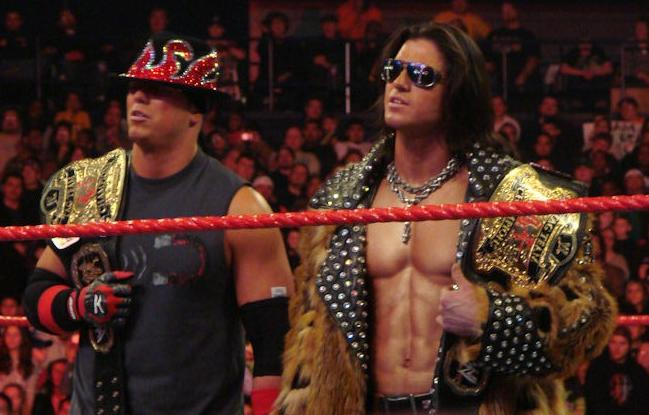
Джон Моррисон и Миз с титулами командных чемпионов WWE.

В 2007 году в результате драфта Мизанин перешёл из SmackDown! в ECW, где стал партнёром Джона Моррисона. Очень скоро эта дерзкая парочка позеров завоевывает своё первое чемпионство в командных боях, побеждая на SmackDown! Мэтта Харди и МВП. Выступая одновременно на всех трех брендах, в декабре 2008 г. тандем Моррисон-Миз удостаивается статуэтки Slammy Award в номинации «Лучшая команда года», а через несколько дней парочка, словно подтверждая легитимность награды, выигрывает титулы командных чемпионов мира. На WrestleMania 2009 в объединительном бою за оба титула чемпионов в командных боях Моррисон и Миз проигрывают титулы Примо и Карлито. Во время драфта 2009 года команду Моррисон — Миз разбивают, отправляя первого на RAW, а второго — на SmackDown!. После этого Миз нападает на Моррисона и избивает его. Такое поведение Миза было спровоцировано тем что этот Драфт был обеспечен Кофи Кингстоном. Он, как представитель RAW, определён победителем в поединке против Миза, путём дисквалификации последнего: Джон Моррисон вмешался в атаку Кофи, пытаясь защитить своего партнёра по команде.
После перехода на RAW, Миз сразу же сменил свою форму, музыкальную тему и завершающий прием на Skull-Crushing Finale. Он бросил вызов чемпиону США, но не смог завоевать титул на Night Of Champions. Но пятого октября Миз получил право на матч с Кофи Кингстоном за пояс чемпиона США, и использовал свой шанс, стал Чемпионом. Это был его первый одиночный титул на World Wrestling Entertainment. На празднике реслинга Миз возглавил команду из пяти человек против команды Интерконтинентального чемпиона Джона Моррисона. В начале 2010 года Миз начал свой фьюд с MVP, и в это время проявил дружелюбие к Биг Шоу.
8 февраля Миз и Биг Шоу завоевали командные пояса. На Wrestlemania 26 Миз и Биг Шоу защитили свои командные пояса против Джона Моррисона и R-Truth. Но Биг Шоу был переведен на SmackDown! и вскоре они проиграли командные пояса. 17 мая 2010 года на арене RAW проиграл чемпионство Соединённых Штатов Америки Брету Харту. 24 мая, в связи с назначением Брета Харта генеральным менеджером RAW, пояс стал вакантным, но Миз не смог его выиграть в поединке против R-Truth. После был назначен четырёхсторонний бой за титул чемпиона США в котором участвовали Зак Райдер, Джон Морисон, Миз, и Ар-Труф.. Миз победил и стал двукратным чемпионом США.

#### Mr. Money in the Bank; чемпион WWE (2010—2011)

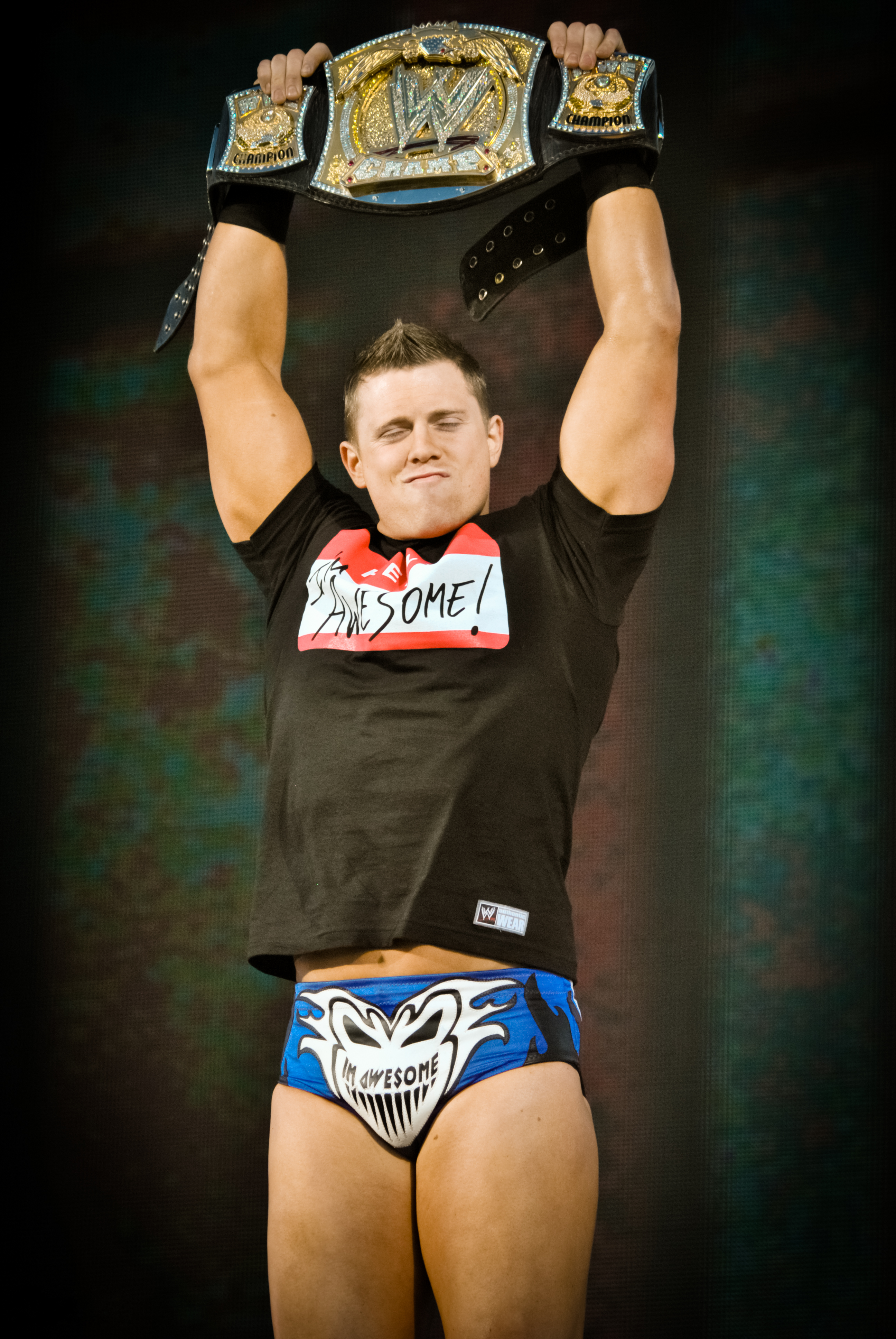
Миз с титулом Чемпиона WWE.

На PPV Money in the Bank 2010 Миз выигрывает чемоданчик. На PPV Night of Champions 2010 Миз проиграл пояс чемпиона Соединённых Штатов Дэниелу Брайану. Попытка выиграть пояс в Triple Threat Submissions Count Anywhere матче на PPV Hell in a Cell 2010 провалилась, Дэниел Брайан защитил титул. 22 ноября 2010 года, Миз использовал право на чемпионский бой и одержал победу над Рэнди Ортоном (которого покалечили Нексус) и стал новым чемпионом WWE.
21 февраля 2011 на очередном выпуске Monday Night Raw участвовал в командном бою с Джоном Синой против The Corre (Хита Слейтера и Джастина Гэбриела) за титулы чемпионов в командном бою. Миз с Джоном победили после Skull-Crushing finale на Джастине Гейбриэле, но The Corre немедленно попросили матч-реванш. Основную часть на ринге провёл Сина, ему почти удалось сделать 'Attitude Adjustment'(он закинул Слейтера на плечи), но вмешался Миз, проведя Skull-Crushing finale Сине и позволив Слейтеру удержать его. Через неделю его ментор Алекс Райли дрался против Джона Сины в клетке (если Сина победит, то Райли больше не ученик Миза, и будет уволен). Несмотря на вмешательства Миза, Райли проиграл, и его судьба была решена. Однако через 2 недели Алекс Райли вернулся как вице-президент корпорации коммуникаций Миза и снова постоянно выходит с ним на ринг. На WrestleMania XXVII Миз защищал свой пояс в бою с Джоном Синой. Бой завершился двойным отсчетом, что подразумевало, что Миз сохранит свой пояс. После этого на ринг поднялся Скала, который начал зачитывать письмо Генерального Менеджера, но сбросил ноутбук и назначил рестарт боя. Как только он начался, Рок провел «Рок-Боттом» Джону Сине, после чего Миз удержал его, защитив чемпионство. После боя Рок провел «Народный локоть» на Мизе. Проиграл свой титул на PPV Extreme Rules Джону Сине в трехстороннем матче в клетке(третий участник — Джон Моррисон). На следующем Raw не смог взять матч-реванш, проиграв по дисквалификации Джону Сине. 9 мая на Monday Night Raw, состоялся трехсторонний бой Миза против Альберто Дель Рио и Рея Мистерио. Победитель будет биться с Джоном Синой за титул Чемпион WWE. При помощи Алекса Райли, Миз одержал победу. Как чемпион, Сина выдвинул условия Мизу в бою без правил, и заявил сразу же после этого матча, что их поединок на «Over the Limit 2011» будет проходить в формате Я сдаюсь (англ. «I quit»). На PPV Over the Limit 2011 Миз проиграл матч за титул чемпиона WWE. Он сказал слова Я сдаюсь после STF от Джона Сины.
После проигрыша Миз начал фьюд со своим учеником Алексом Райли. Миз обвинил его в том, что он без него ничто и во всех поражениях Миза виноват Райли. В ответ Алекс Райли напал на Миза и победил его. Теперь Миз будет драться с Райли на новом супершоу WWE Capitol Punishment. На новом PPV Capitol Punishment проиграл Алексу Райли. Позже, на следующем RAW провёл свой коронный прием на Райли. Это был период неудачи. В то время как с главным поясом была неразбериха в связи с СМ Панком, Миз не мог разобраться со своим учеником. В турнире за чемпионский пояс WWE победил Алекса Райли в 1/4 финала. И на этом закончилась их вражда с неоднозначной победой Миза.

#### The Awesome Truth (2011—2012)

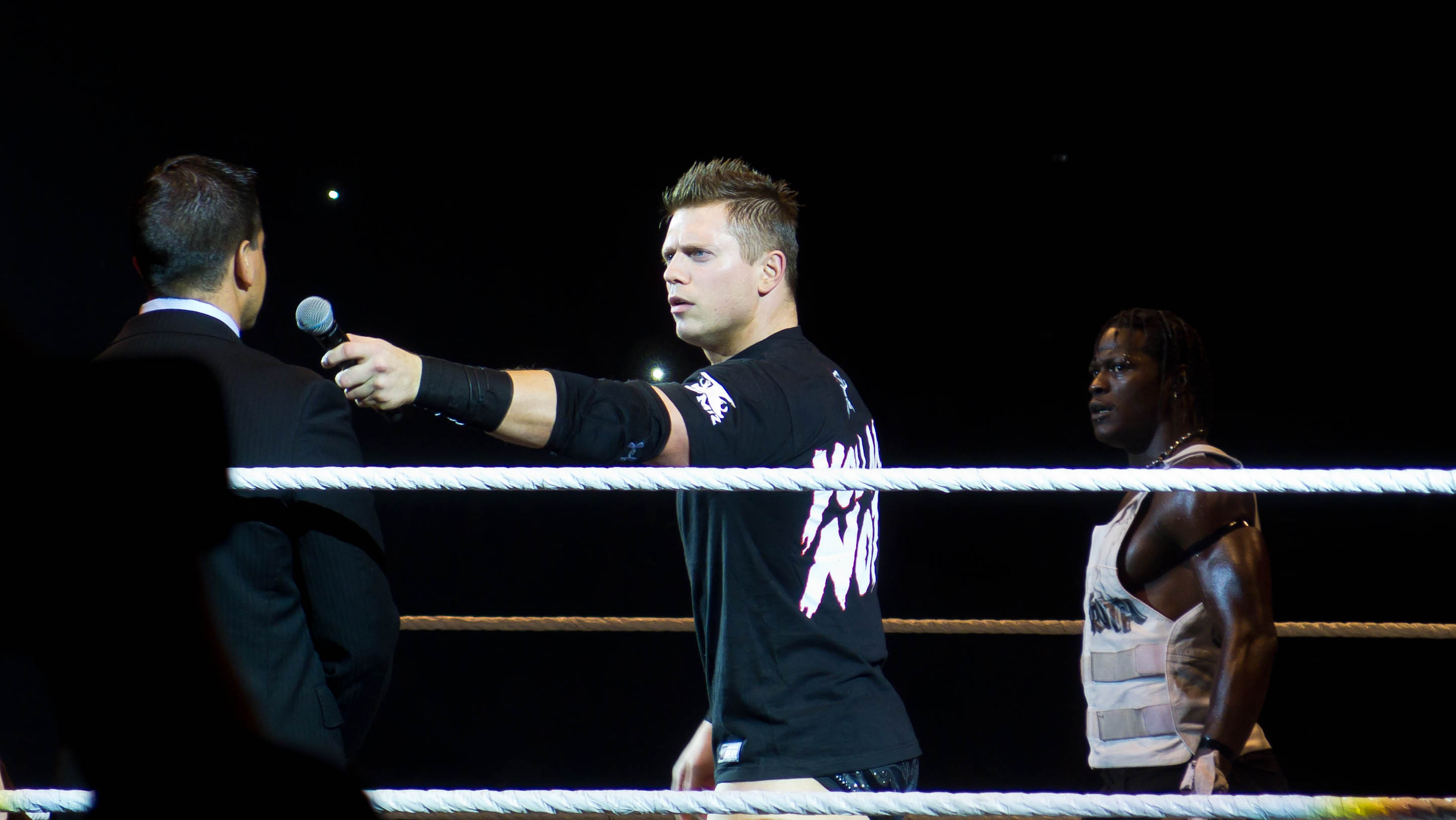
Миз и R-Truth на хаус-шоу.

22 августа на Raw, R-Truth и Миз напали на Сантино Маррелу до своего матча. Вскоре они стали командой. 29 августа на очередном Raw, R-Truth вмешался в матч и оба начинают избивать CM Панка. 5 сентября на Raw, R-Truth и Миз проиграли Эвану Борну и Кофи Кингстону в матче за командные пояса WWE. 19 сентября на Raw The Miz и R-Truth были уволены Triple H. Они извинились перед ним, даже перед рефери за их вмешательство в бой между Triple H и CM Панком, но вскоре оказалось, что их уволили за ролик, где они говорили о «заговоре». 2 октября на PPV «Hell in a Cell» и R-Truth вернулись отомстить Triple H, да и всей вселенной WWE за увольнение, однако их попытка была пресечена, а сами экс-звезды WWE арестованы за нападение на Джона Сину, Альберто Дель Рио, СМ Панка, судей и операторов. Восстановлен 15 октября вместе с R-Truth’ом. На Vengeance (2011) Миз и R-Truth победили СМ Панка и Triple H. На следующем Raw они избили Зака Райдера и Джона Сину. Джон Лауринайтис назначил им матч на Survivor Series (2011), где их противниками будут Джон Сина и Скала, которого Сина выбрал своим партнером. 7 ноября на очередном выпуске RAW Миз и R-Truth победили Джона Сину и Зака Райдера, правда когда Миз удерживал Сину, R-Truth держал его ногу чтобы он не увернулся. 21 ноября Джон Сина сумел повернуть бывших партнёров друг против друга. Когда R-Truth отвернулся, Миз провёл на нём Skull-Crushing Finale. Альянс распался. Участвовал в матче за титул Чемпиона WWE на TLC против Альберто Дель Рио и СМ Панка в котором последний вышел победителем. После возвращения R-Truth’а не мог нормально проводить бои из-за постоянных нападений со стороны последнего. На Королевской Битве 2012 продержался дольше всех (45 минут) выйдя под номером один (проиграл R-Truth’у матч с условиями: проигравший первый номер на КР 2012) и продержавшись до выхода последнего 30-го. Успешно взаимодействовал с Коди Роудсом и был выбит одновременно с ним гигантом Биг Шоу. Выбил своего бывшего ученика Алекса Райли и своего главного оппонента на тот момент R-Truth’а. На Elimination Chamber (2012), также хорошо себя проявил в клетке уничтожения оставшись в конце концов один на один с CM Панком, но проиграв ему. Несмотря на хорошие выступления на ppv, на обычных шоу Миз терпел поражения за поражениями, так он проиграл 18 матчей подряд. Дошло до того, что ему не хотели давать матч на WrestleMania.
27 марта на Raw он выбежал во время поединка Сантино Мареллы с Отунгой и провёл свой финишер на Сантино, после чего Миз был добавлен в команду Джонни на WrestleMania. На WrestleMania XXVIII именно он принес победу команде Лоуринайтиса удержав Зака Райдера после своего финишера и таким образом эффектно прервал череду неудач. На Extreme Rules Сантино Марелла победил Миза и сохранил свой титул чемпиона USA. 11 апреля выступал на домашнем шоу WWE в Москве, где проиграл титульный матч за чемпионство Соединённых Штатов против Сантино Мареллы. На Over the Limit (2012) бился сразу в 2 боях: королевской битве и бою против Бродуса Клея. Проиграл оба матча, но в королевской битве дошёл до конца и был выбит последним победителем битвы Кристианом.

#### Интерконтинентальный чемпион (2012—2014)
Вернулся на ринг 15 июля на PPV Money in the Bank. Участвовал в битве Money in the Bank с контрактом на право боя за титул чемпиона WWE вместе с Кейном, Крисом Джерико, Биг Шоу и Джоном Синой. Победил в этом матче Сина. На юбилейном тысячном Monday Night Raw провёл бой против Кристиана за Интерконтинентальное чемпионство и победил, таким образом став 25-м Чемпионом Тройной Короны. На SummerSlam (2012) победил Рея Мистерио и отстоял свой титул. На Night Of Champions (2012) Миз успешно отстоял свой титул в четырёхстороннем матче, в котором также участвовали Коди Роудс, Син Кара и Рей Мистерио, после того как успешно провёл Scull Crushing Finale на Коди Роудсе. На WWE Main Event 17 октября Миз проиграл свой титул Кофи Кингстону.
29 oктября Миз был принят в команду СМ Панка, наряду с Дэмиеном Сэндоу, Коди Роудсом и Альберто Дель Рио. Данная команда на PPV Survivor Series будет противостоять команде Мика Фолли, состоящей из Райбека, Дэниэла Брайана, Кейна, Рэнди Ортона и Кофи Кингстона. 5 ноября ушёл из команды Панка, где его заменил Уэйд Барретт. А 12 ноября Миз вместо Райбека вошёл в команду Мика Фоли. На самом ППВ шоу выбил Уэйда Баррета, но был выбит Альберто Дель Рио. На ППВ TLC на шоу Miz TV были приглашены 3MB. Они начали оскорблять испанских комментаторов, в итоге завелась потасовка с участниками группировки, Миза, Рикардо Родригиса и Альберто Дель Рио к чему привело к матчу на самом ППВ. Миз и Дель Рио пригласили в свою команду Бруклинского Броулера и победили. На следующем RAW прошёл матч Миз, Альберто Дель Рио, Томми Дример против 3MB где победили фейсы. На юбилейном шоу RAW от 14 января посвящённый двадцатилетию RAW у него в гостях на Miz TV был Рик Флэр который передал ему свой финишер Figure-Four Leglock которий Миз использовал на чемпионе США — Антонио Сезаро. Вследствие чего был назначен титульный поединок на Королевской битве в пре-шоу. Антонио Сезаро выиграл Миза. Так же Миз участвовал в самой королевской битве, вышел под номером 28 где его выбил Райбек. На Elimination Chamber (2013) проиграл Антонио Сезаро по дисквалификации. 4 марта на WWE Monday Night Raw (которое проходило в стиле Old School) бился против Дольфа Зигглера и, при помощи Рика Флэра, победил. На RAW от 25 марта победил Уэйда Баррета вследствие чего был назначен поединок на WrestleMania 29 за Интерконтинентальный титул. На WrestleMania 29 ему удается благодаря своей коронной "четвёрке"победить Баррета и стать 2 раз Интерконтинентальным чемпионом. На RAW от 8 апреля проиграл свой титул Уэйду Барретту. На PPV Extreme Rules на пре-шоу победил Коди Роудса. На PPV Payback 2013 был проведён поединок тройной угрозы за титул Интерконтинентального чемпиона в котором Кёртис Аксель победил Миза и Уэйда Барретта. На SmackDawn! от 28 июня на шоу MIZ TV у Миза были приглашены Пол Хейман и Кёртис Аксель, в ходе которой Кёртис Аксель атаковал Миза. На PPV Money in the Bank проиграл Кертису Акселю в поединке за титул Интерконтинентального чемпиона.
Он был назначен ведущим шоу Summerslam 2013, однако уже в самом начале был прерван Фанданго, что привело к дальнейшему развитию их вражды. На PPV Night of Champions (2013) Миз победил Фанданго. У Миза также возникли проблемы с Triple H и новым чемпионом WWE Рэнди Ортоном, что привело к поединку с последним, который он проиграл. 16 сентября на RAW в его родном городе Кливленд перед глазами своих родителей во время поединка он был жестоко атакован Ортоном. В результате этого нападения Миз получил травму шеи. На Monday Night Raw от 18 ноября Миз в команде с Кофи Кинстоном проиграли «Реальным Американцам», из-за того что Миз подставил Кингстона и не дал ему дать эстафету себе, тем самым совершив хилл-тёрн. Вследствие чего на пре-шоу к Survivor Series (2013) был назначен им поединок который выиграл Миз. После чего Миз вновь стал фейсом. Но на PPV TLC: Tables, Ladders & Chairs (2013) Миз вновь бился против Кофи в матче без дисквалификаций, но проиграл. На Королевской Битве (2014) Миз вышел под № 18, но был вибит Люком Харпером. 21 марта на SmackDown! Миз объявил что он принимает участие в Королевской Битве на WrestleMania XXX в честь Андре Гиганта. 24 марта на RAW прервал промо Халка Хогана и Арнольда Шварцнейгера, из-за чего был ими выкинут за ринг. На WrestleMania ХХХ Миз не смог победить в королевской битве.

#### Альянс с Дэмиеном Миздоу (2014—2015)

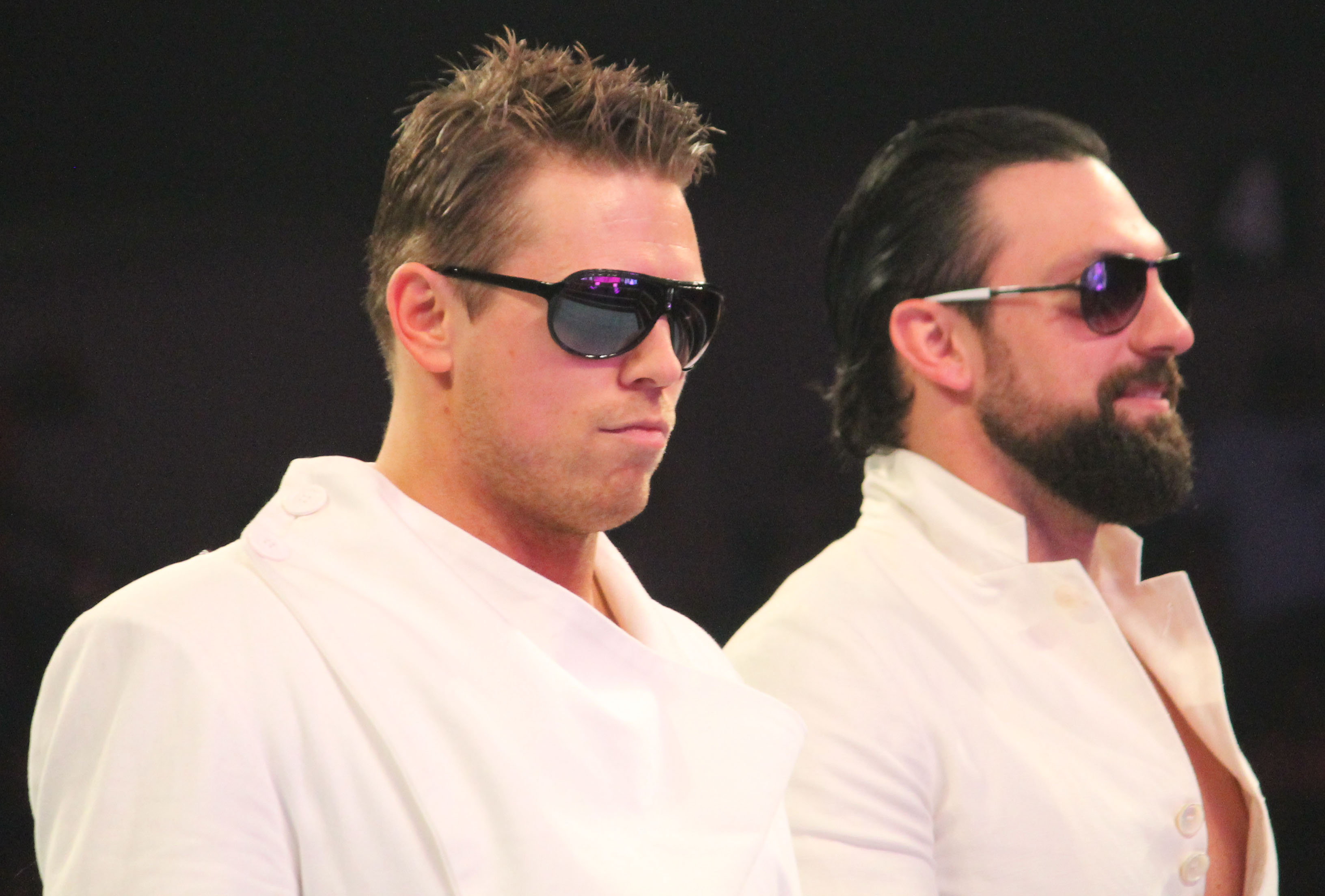
Миз вместе со своим дублёром Дэмиеном Миздоу в сентябре 2014 года.

Вернулся 30 июня в роли хилла, где зачитал промо, но его прервал Крис Джерико проведя ему Codebreaker. 20 июля на WWE Battleground выиграл Баттл Роял и стал новым Интерконтинентальным чемпионом, выкинув Дольфа Зиглера. На Raw от 21 июля Зигглер победил Миза. На PPV SummerSlam Дольф Зигглер победил Миза и стал новым Интерконтинентальным чемпионом WWE. На Raw от 18 августа Миз победил Зигглера по отсчёту в матче-реванше за титул. На Main Event от 2 сентября было объявлено, что Дольф Зигглер будет защищать свой титул против Миза на PPV Night of Champions. На Night of Champions (2014) Миз победил Дольфа Зигглера и стал новым интерконтинентальным чемпионом. На следующем RAW Дольф в матче-реванше смог вновь отнять титул. На Raw от 6 октября Миз победил Шеймуса после вмешательства Дэмиена Миздоу. На Raw от 13 октября Миз победил Шеймуса по отсчёту. На PPV Hell in a Cell (2014) Шеймус смог победить Миза. 17 ноября на официальном сайте WWE появилась информация, что Командные чемпионы WWE Голдаст и Стардаст будут защищать свои титулы против Миза и Дэмиена Миздоу, Братьев Усо (Джимми и Джей) и Los Matadores на PPV Survivor Series. На PPV Survivor Series (2014) Миз и Миздоу победили в четырёх стороннем матче за командные пояса. На PPV TLC: Tables, Ladders, Chairs... and Stairs Братья Усо победили Миза и Дэмиена Миздоу по дисквалификации. 29 декабря на Raw Братья Усо (Джимми и Джей) победили Миза и Дэмиена Миздоу и стали новыми командными чемпионами WWE. На Royal Rumble Мизы не смогли вернуть титулы. Принял участие в Королевской битве выйдя под номером 1, и так же первым покинул битву.

#### Интерконтинентальный чемпион (2016—2020)
Миз боролся в лестничном матче шести человек за Интерконтинентальное Чемпионство на WrestleMania 32, которое было выиграно Заком Райдером. На RAW после WrestleMania Миз выиграл чемпионство в пятый раз, после того, как его жена Марис отвлекла Райдера, чей отец отвлёк Миза. Через три дня на SmackDown, Миз сохранил свое чемпионство победив Райдера в матче-реванше с RAW. Позже претендентом на титул стал Сезаро что привело к их матчу на Payback 2016, в котором Миз защитил чемпионство. На RAW от 02.05.16 прошёл матч за претенденство между Кевином Оуенсом и Сезаро который закончился без результата из за вмешательства самого Миза, затем завязалась драка к которой присоединился Семи Зейн
Во время Драфта 2016 был отправлен в Smackdown. На Summerslam 2016 защитил свой титул в матче против Аполло Круза.
На Backlash 2016 защитил свой титул в матче против Дольфа Зиглера с помощью Марис, которая прыснула Зиглеру в глаза баллончиком. На Smackdown 20.09.2016 вновь защитил свой титул в матче против Зиглера. Марис в этот раз воспользоваться баллончиком не удалось и она была выгнана от ринга за кулисы. Однако оставленным ей балончиком воспользовался сам Миз и одержал победу. На No Mercy 2016 Дольф Зиглер в очередной раз пытался отнять у Миза Интерконтинентальное чемпионство и для этого поставил на кон свою карьеру. Несмотря на вмешательство со стороны Марис и её баллончика, двух бывших коллег Зиглера по Spirit Squad, которых нанял Миз, распространяемых перед матчем слухов о том, что контракт Зиглера истекает и потерянного во время боя ботинка, Дольф Зиглер сумел одолеть Миза и отобрал у него чемпионство. На 900 м выпуске SmackDown Live Миз при помощи Марис сумел вернуть себе Интерконтинентальное чемпионство, одолев Зиглера.
На Survivor Series 2016 защищал свой титул от Сэми Зейна, который представлял Raw. В очередной раз с помощью Марис успешно защитил титул и оставил его на SmackDown. Затем на TLC 2016 успешно защитил титул против Дольфа Зигглера в матче с лестницами. На следующем SmackDown Live защитил титул от Дина Эмброуса.
На первом выпуске Смэкдаун 2017 года, несмотря на вмешательство Марис, которую в результате выгнали за пределы арены, проиграл титул Дину Эмброусу. 29 января Миз принял участие в «Royal Rumble 2017» под номером 15 и продержался 32 минуты, пока его не устранил Гробовщик. В эпизоде SmackDown от 31 января, Миз объявил о своем участие в «Elimination Chamber», который состоялся 12 февраля, где Миз проиграл после того, как Джон Сина устранил его. В эпизоде SmackDown от 21 февраля Миз участвовал в Королевской битве из десяти человек, чтобы определить претендента на чемпионство WWE Брэя Уайатта, но был устранен Синой.

#### Сюжет и матч с Логаном Полом
В эпизоде Raw от 21 февраля 2022 года стало известно, что Миз станет напарником известного видео-блогера Логана Пола по матчу на WrestleMania 38 против Рея и Доминика Мистерио. Пол и Миз одержали победу, однако после матча Миз напал на Пола, объяснив это позже тем, что хотел преподать ему урок по поводу того, как себя ведут настоящие звезды WWE.
30 июня 2022 года Пол подписал многолетний контракт с WWE, после чего бросил вызов Мизу на матч на Summerslam. Миз и Пол встретились на шоу RAW 18 июля 2022 года, где был эпизод ток-шоу Миз-ТВ. В результате матч бывших напарников был официально утвержден. Матч Логана Пола и Миза стал одним из лучших на шоу и завершился победой Пола. Попытки приспешника Миза Чиампы помочь ему завершились тем, что судья выгнал Чиампу из зала, а когда тот не послушался, на него напал Эй.Джей.Стайлз. После этого Пол завершил матч своей победой.

## Личная жизнь
В 2007 году Майк начал встречаться с Дивой WWE Марис. 22 февраля 2014 года Майк и Марис поженились. 12 сентября 2017 года Миз и Марис объявили, что они станут родителями. 27 марта 2018 года у пары родилась дочь, которую назвали Монро Скай Мизанин.

## Актёрская карьера

### Телевидение
| Год         | Название                                      | Роль                        | Примечания                        |
| ----------- | --------------------------------------------- | --------------------------- | --------------------------------- |
| 2001        | Реальный Мир: Возварщение в Нью-Йорк          | камео                       | Эпизоды 2, 3, 4 и 22              |
| 2002        | Реальный мир/Состязание «Дорожные правила»    | камео                       | Победитель сезона                 |
| 2003-2004   | Реальный мир/Гаунтлет «Дорожные правила»      | камео                       |                                   |
| 2004 и 2011 | Tough Enough                                  | камео (2004),The Miz (2011) |                                   |
| 2004        | Реальный мир/Инферно «Дорожные правила»       | камео                       |                                   |
| 2004-2005   | Реальный мир/Битва Полов 2 «Дорожные правила» | камео                       |                                   |
| 2005        | Реальный мир/Инферно II «Дорожные правила»    | камео                       | Победитель сезона                 |
| 2005        | Battle of the Network Reality Stars           | камео                       | Эпизод 1.2                        |
| 2006        | Фактор Страха                                 | камео                       | Победитель — с Тришель Каннателла |
| 2007        | Identity                                      | камео                       | Эпизод 11                         |
| 2008        | По следам призраков                           | камео                       | Live Special                      |
| 2009        | Ты умнее пятиклассника?                       | камео                       |                                   |
| 2009        | Dinner: Impossible                            | камео                       |                                   |
| 2010        | Destroy Build Destroy                         | камео                       |                                   |
| 2011        | H8R                                           | Миз                         | Эпизод 4                          |
| 2012        | Psych                                         | Марио                       | Эпизод 91                         |
| 2012        | Два короля                                    | Damone                      | Эпизод 56                         |
| 2021        | Подработка                                    | камео                       |                                   |

### Кинематограф
| Год  | Название                                | Роль               | Примечание   |
| ---- | --------------------------------------- | ------------------ | ------------ |
| 2012 | Грязная кампания за честные выборы      | Миз                | Камео        |
| 2013 | Морской пехотинец: Тыл                  | Джейк Картер       | Главная роль |
| 2013 | Королевы ринга                          | В роли самого себя | Камео        |
| 2013 | Christmas Bounty                        | Майк               | Главная роль |
| 2015 | Морской пехотинец 4                     | Джейк Картер       | Главная роль |
| 2015 | Маленький помощник Санты                | Дакс               | Главная роль |
| 2016 | Сверхъестественное (11 сезон, 15 серия) | Shawn Harley       | Камео        |
| 2017 | Морской пехотинец 5                     | Джейк Картер       | Главная роль |
| 2018 | Морской пехотинец 6                     | Джейк Картер       | Главная роль |

## В рестлинге
- Завершающие приёмы
  - Figure-four leglock[5][6] — 2013—н.в

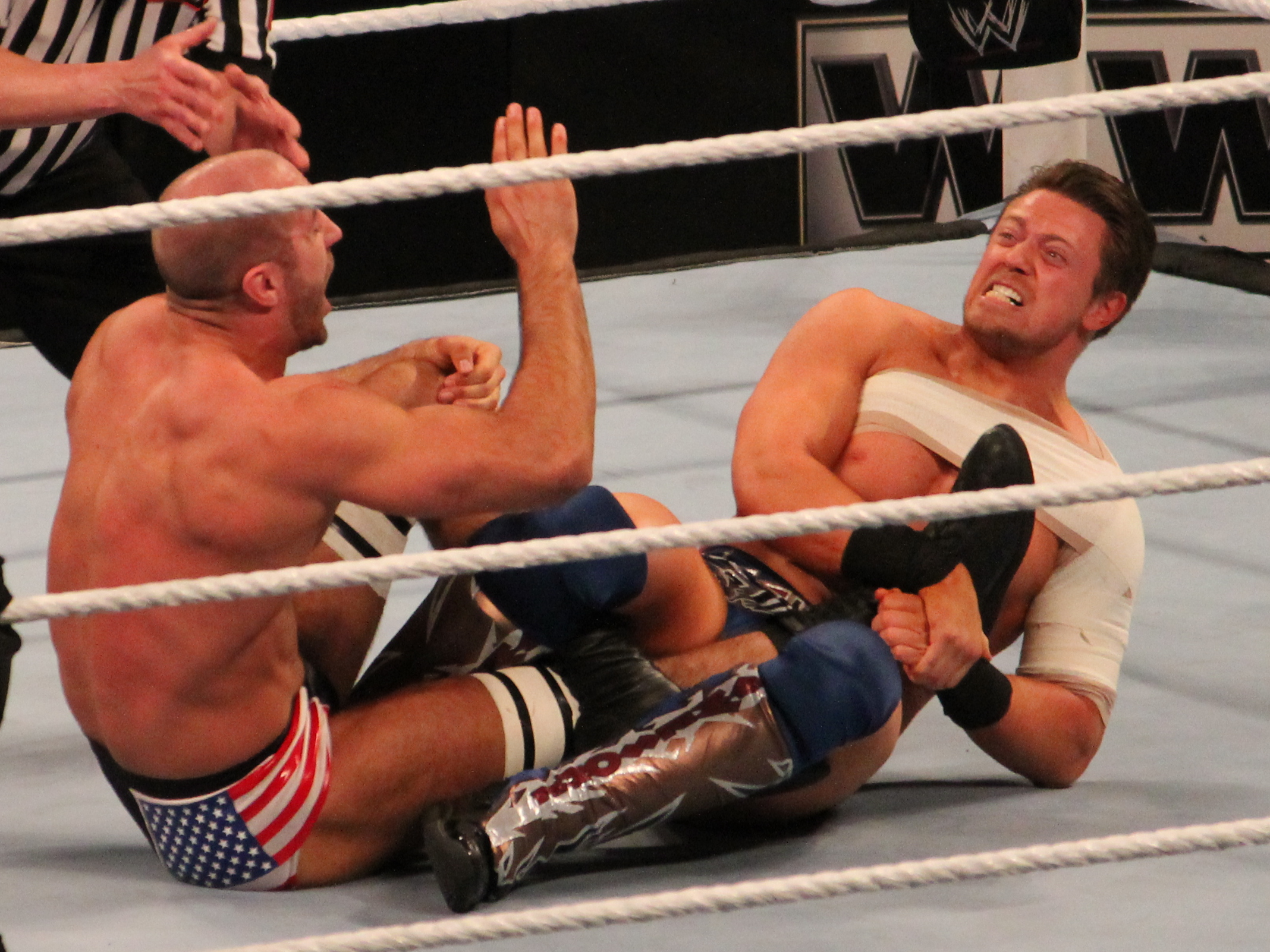
Миз исполняет приём Захват четвёрка против Антонио Сезаро

  - Mizard of Oz (Swinging inverted DDT) — 2005—2007[7]
  - Reality Check (Running knee lift после neckbreaker) — 2007—2009[7]
  - Skull-Crushing Finale (Full nelson facebuster)[8] — 2009-н.в.
- Коронные приёмы
  - Awesome Clothesline[9][10][11][12][13]
  - Big boot[14]
  - Discus punch[15] — конец 2005-начало 2006
  - Diving double axe handle[16]
  - Dropkick[11][17] — 2012—2013
  - Half nelson facebuster[13][18] — 2009
  - Low Angle Big Boot
  - Flapjack[11][12][19][20]
  - Inverted facelock backbreaker[14][21][22]
  - Running knee lift[11][13][14][23]
  - Slides through the opponent’s legs and performs a roll-up[24]
  - Snap DDT на стоящего на коленях соперника[23][25]
  - Snapmare driver[26] — 2011
  - Springboard bulldog[15] — конец 2005-начало 2006
  - Side Effect
- Прозвища
  - «Мистер Деньги в банке»[27][28]
  - «The Awesome One»
  - «The Chick Magnet»
  - «Наиболее просматриваемая суперзвезда WWE / Чемпион всех времён[29]
  - «Mr. Whiner»
- Музыкальные темы
  - «Getting Away With Murder» от Papa Roach (2006—2007)
  - «Reality» от Джима Джонстона (2007—2009)[30]
  - «I Came to Play» от Downstait (4 января 2010—н.в.)[31]
  - «I Came to Crank It Up» от Джима Джонстона
  - «The Awesome Truth» от Джима Джонстона[32] (22 августа 2011—21 ноября 2011; использовалась в команде с R-Truth)

## Титулы и достижения
- Deep South Wrestling

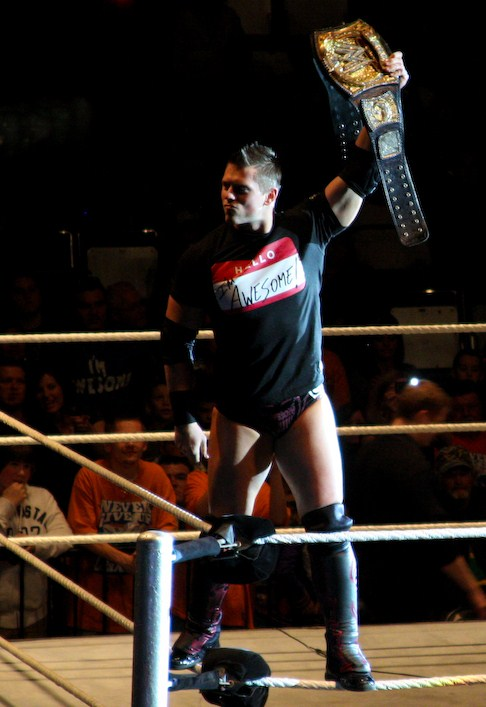
Миз с титулом Чемпиона WWE.

  - Чемпион Deep South в тяжёлом весе (1 раз)
- Ohio Valley Wrestling
  - Южный командный чемпион OVW (1 раз) — с Крисом Кейджем
- Pro Wrestling Illustrated

- № 1 в топ 500 рестлеров в рейтинге PWI 500 в 2011

- World Wrestling Entertainment / WWE
  - Чемпион WWE (2 раза)[33]
  - Интерконтинентальный чемпион WWE (8 раз)
  - Чемпион Соединённых Штатов WWE (2 раза)
  - Командный чемпион WWE / WWE Raw (5 раз) — с Джоном Синой (1), Джоном Моррисоном (1), Биг Шоу (1), Дэмиеном Миздоу (1), R-Truth (1)
  - Командный чемпион мира (2 раза) — с Джоном Моррисоном (1), с Биг Шоу (1)
  - Командный чемпион SmackDown (2 раза) — с Шейном Макмэном (1), Джоном Моррисоном (1)
  - Двадцать пятый чемпион Тройной короны
  - Четырнадцатый чемпион Большого шлема
  - Победитель матча Money in the Bank (2010, 2020)
  - Mixed Match Challenge — (1 сезон, 2018) — с Аской
  - Награда Слэмми в номинации «Best WWE.com Exclusive» (2008) — с Джоном Моррисоном
  - Награда Слэмми в номинации «Команда года» (2008) — с Джоном Моррисоном
- Wrestling Observer Newsletter
  - Самый прогрессирующий рестлер года (2008—2009)
  - Команда года (2008) — с Джоном Моррисоном
  - Худшая вражда года (2022) — против Декстера Люмиса